# Dulajlat al-Hamajida
Dulajlat al-Hamajida – wieś w Jordanii, w muhafazie Madaba. W 2015 roku liczyła 987 mieszkańców.